# Thorpe Salvin
Thorpe Salvin – wieś w Anglii, w hrabstwie ceremonialnym South Yorkshire, w dystrykcie metropolitalnym Rotherham. Leży 18 km na wschód od miasta Sheffield i 215 km na północ od Londynu. Miejscowość liczy 502 mieszkańców.